# Valeurmalerei
Die Valeurmalerei (französisch valeur = (Ton-)Wert) (auch Ton-in-Ton-Malerei, tonige Malerei, Tonmalerei, Valeurismus, valeuristisches Farbkonzept, valeuristische Farbkonzeption) ist ein Farbkonzept in der Malerei. Es herrscht ein einheitlicher Grundton vor, feine Abstufungen (Tonwerte, Valeurs) einer oder mehrerer verwandter Farben überwiegen. Es können starke Hell-Dunkel-Kontraste auftreten, aber keine starken Farbkontraste.
Die Valeurmalerei zeigt sich bei Rembrandt van Rijn, wie auch in der Malerei des 19. Jahrhunderts und bei impressionistischen Gemälden. Besonders typisch für die Anwendung der Valeurmalerei ist die Malerei von Camille Corot.

## Beispiele

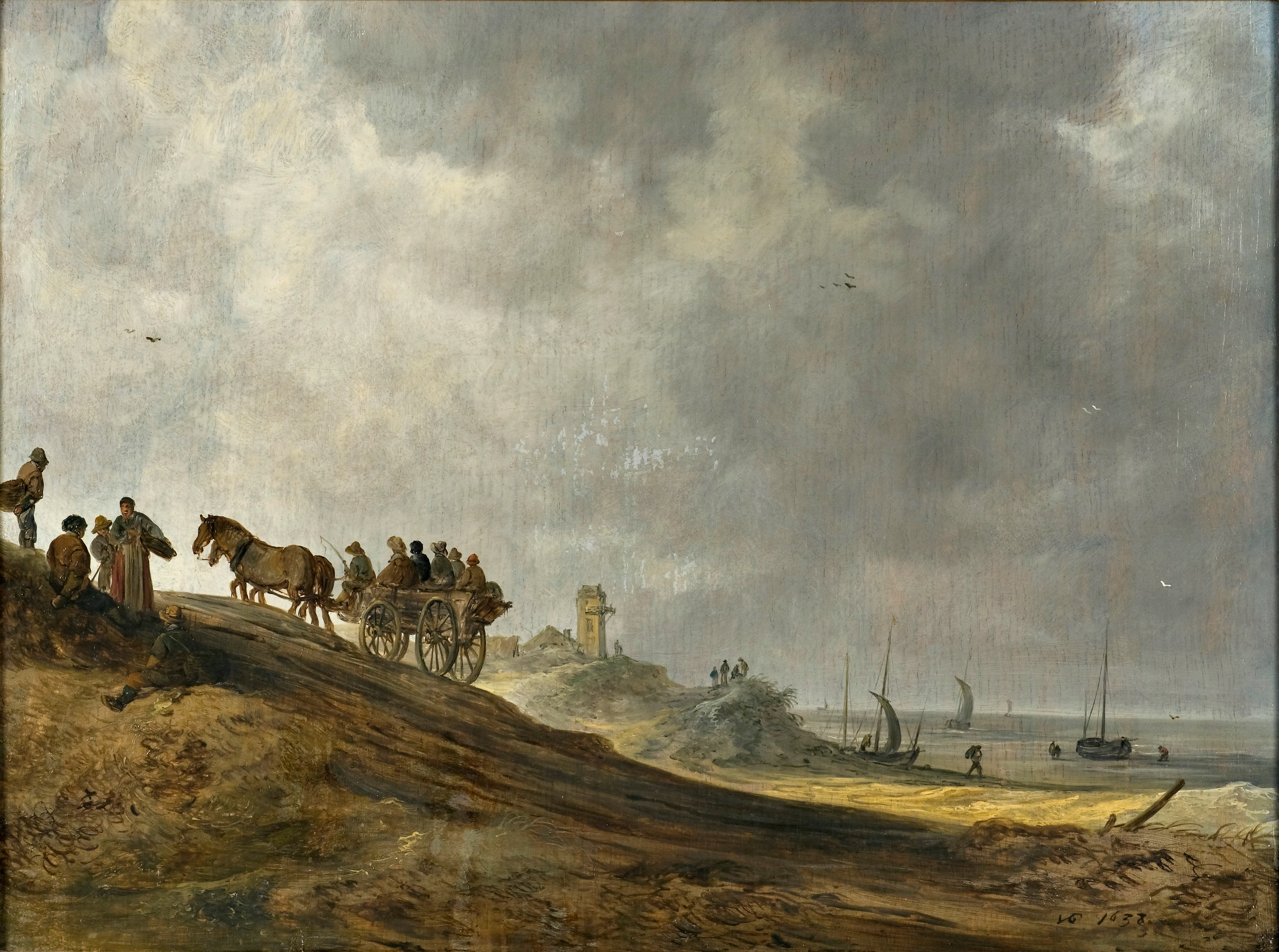
Jan van Goyen: Strandbild (Strandgezicht met paard en wagen, op het duin praat een vrouw met twee rustende reizigers), 1638
James McNeill Whistler: Whistlers Mutter, 1871
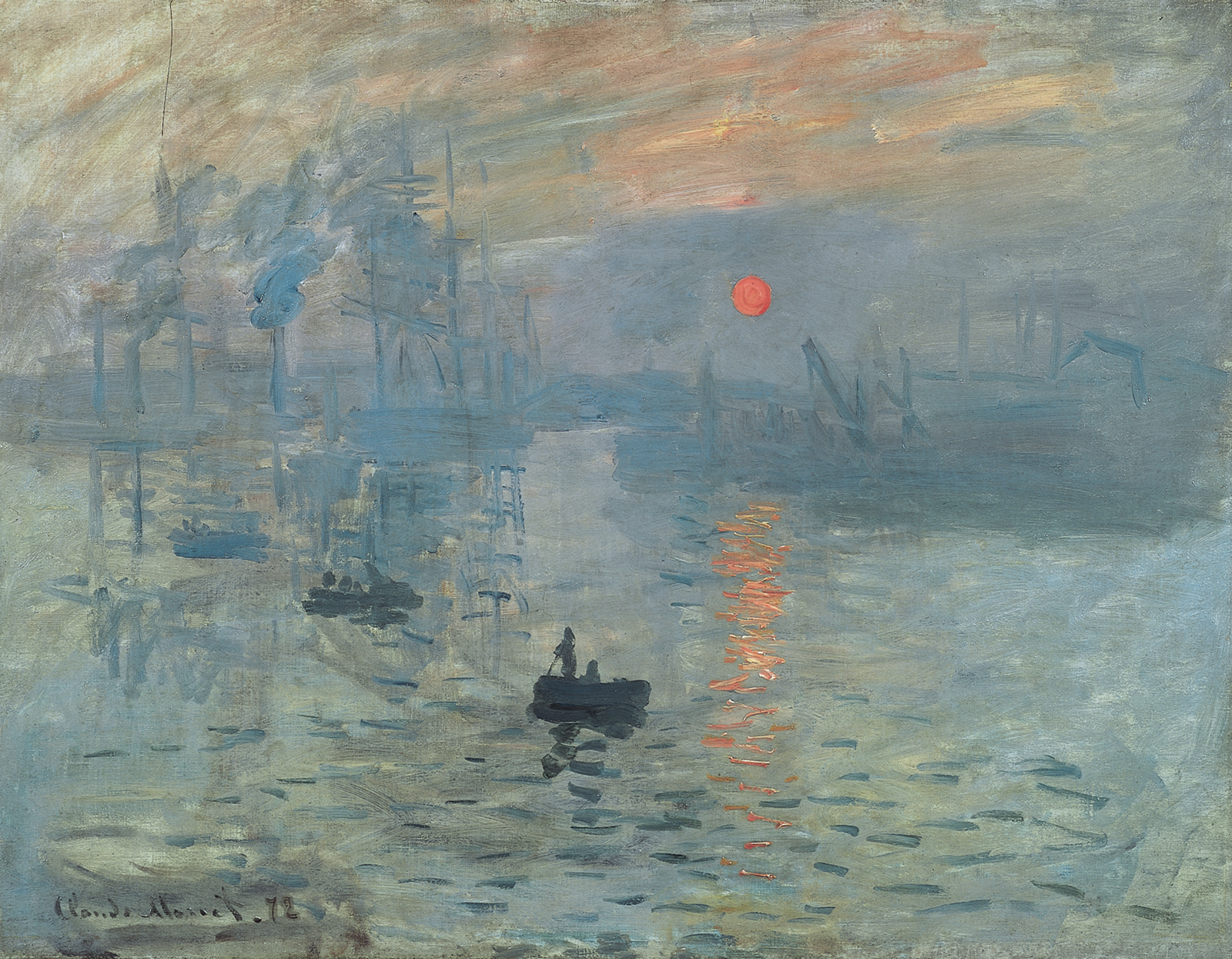
Claude Monet: Impression, 1872
Peder Severin Krøyer: Sommerabend am Strand von Skagen, 1899